# Andrée Chedid
Andrée Chedid (árabe: أندريه شديد, El Cairo, 20 de marzo de 1920 - París, 6 de febrero de 2011) fue una escritora francesa de origen cristiano libanés. 

## Biografía
Andrée Chedid nació como Andrée Saab el 20 de marzo de 1920 en El Cairo. Estudió en la Universidad americana de El Cairo, donde se graduó en periodismo en 1942, año en el que se casó con Louis Chedid, por aquel entonces estudiante de medicina y con quien se fue a vivir al Líbano en 1943, donde publicó su primer poemario en inglés On the  Trails of My Fancy ese mismo año.
En 1946, se instalaron definitivamente en París, su marido comenzó a trabajar en el Institut Pasteur y ambos adquirieron la nacionalidad francesa.  Es madre del cantante Louis Chedid y de la pintora Michèle Chedid-Koltz, su nieto Matthieu Chedid, también es cantante. Falleció en París el 6 de febrero de 2011. 
Fue galardonada con la Legión de Honor en 2009 y con el Premio Goncourt de poesía en 2003.

### Poemarios
- On the  Trails of My Fancy. (1943)
- Textes pour le vivant (1953)
- Textes pour un poème (1949-1970, 1987)
- Poèmes pour un texte (1991)

### Cuento
- Le cœur et le Temps (1976)
- Lubies (1979)
- L'autre (1981)
- Le cœur suspendu (1981)
- Mon ami, mon frère (1982)
- L'Étrange Mariée (1983)
- Derrière les visages (1984)
- Grammaire en fête (1984)
- Le Survivant (1987)
- Les manèges de la vie (1989)
- L'enfant multiple (1989)
- Les métamorphoses de Batine (1994)

### Novelas
- Le sommeil délivré (1952)
- Jonathan (1955)
- L'autre (1969)
- La Cité fertile (1972)
- Le sixième jour (1960)
- Le Survivant (1963).
- L'étroite Peau (1965)
- Nefertiti et le rêve d'Akhnaton (1974)
- Les Corps et le Temps (1979)
- Les marches de sable (1981)
- La maison sans racines (1985)
- L'après-midi du majordome (1988)
- La balade des siècles (1988)
- À la mort, à la vie (1992)
- Les saisons de passage (1996)
- La femme de Job (1993)
- L'enfant des manèges
- "Le Message" ([2000])
- Petite terre, Vaste rêve (2002)

### Teatro
- Bérénice d'Égypte, Les Nombres, Le Montreur (1981)
- Échec à la reine, Le Personnage (1984)